# Kairouan Sud
Kairouan Sud est une délégation tunisienne dépendant du gouvernorat de Kairouan.
En 2004, elle compte 80 444 habitants dont 40 019 hommes et 40 425 femmes répartis dans 16 329 ménages et 18 651 logements.